# Hszie Si-kuang
Jakab Hszie Si-kuang (pinjin: Xie Shiguang; egyszerűsített kínai: 谢仕光, hagyományos kínai: 謝仕光; Paoting (Baoding), 1917. május 7. – Fucsou, 2005. augusztus 25.) a Kínai Népköztársaság területén illegalitásban működő mintung (mindong)i római katolikus egyház püspöke volt. Hite miatt 28 évet töltött különböző kínai börtönökben.

## Életútja
A Hopej (Hebei) tartománybeli Paoting (Baoding)ban született. 13 éves korában beiratkozott egy kisebb szemináriumba, majd hét évvel később két évre belépett a Fájdalmas Szűzanya Kongregáció noviciátusába, ahonnan betegség miatt távozott. 1949-ben, amikor tanítványai közül sokan elmenekültek Kínából, egy püspök kérésére Fucsienben (Fujianban) maradt.
Hszie Si-kuang (Xie Shiguang)ot 1949. május 3-án szentelték pappá.
A Fucsien (Fujian) tartománybeli Hsziapu (Funing) (Xiapu (Funing)) egyházmegye püspökeként az úgynevezett „földalatti katolikus egyház” képviselője volt Kínában. Kínában a katolikus egyházat az állam szabályozza; a pápai fennhatóság alatt álló római katolikus egyház elismerése tilos. 1951-ben állami utasításra megszakadtak a kapcsolatok a Vatikánnal.
Jakab Hszie Si-kuang (Xie Shiguang) püspököt először 1955-ben tartóztatták le Huang Su-cseng (Huang Shoucheng) atyával és két másik pappal együtt, és „ellenforradalmi bűncselekmények miatt” 2 év „megreformáló” munkaszolgálatra ítélték. Ennek oka az volt, hogy nem volt hajlandó csatlakozni az államegyházhoz (Kínai Hazafias Katolikus Egyesület), valamint a római pápa iránti engedelmessége és hűsége. Szabadulása után folytatta egyházi, papi munkáját.
Ugyanezért ismét letartóztatták 1958-ban, és 15 év börtönbüntetésre ítélték, de egészen 1980-ig börtönben volt.
Li Hszin-cseng (Li Xinzheng) 1984. január 25-én titokban püspökké szentelte. A katolikus egyház bevett gyakorlatának megfelelően a Vatikáni évkönyvben neve nem szerepelt, hogy püspökké szentelését titokban tarthassák a kínai kommunisták előtt. Ennek ellenére az év végén ismét letartóztatták és a kínai állami zaklatás 1984 és 1987, valamint 1990 és 1992 közötti bebörtönzésekkel folytatódott. Szabadulása után hazatért lábadozni, majd visszatért a Luo Csiang (Lui Jiang) katolikus egyházába szolgálatra.
1992-es szabadulása után egészen haláláig Hszie Si-kuang (Xie Shiguang) püspök állandó rendőri felügyelet alatt állt.
1999-ben, 82 éves korában, a kínai kommunista kormányzat illetékesei „elbeszélgetésre” hívták be. Az elbeszélgetés két hónapig tartott, ami alatt ismeretlen helyen tartották fogva. Ebben az évben a kínai hatóságok 13 templomot romboltak le az egyházmegyéjében, hogy a katolikusokat, és különösen Hszie Si-kuang (Xie Shiguang) püspököt megfélemlítsék. Hszie (Xie) püspök egyházmegyéje 2005-ben mintegy 75 000 tagot számlált.

### Halála
2005. augusztus 25-én hunyt el 88 évesen, halálát leukémia okozta.
Temetésén 2005. augusztus 27-én tízezer hívő vett részt, noha a kínai állami rendfenntartó erők megpróbálták megakadályozni a temetési szertartáson való nyilvános részvételt. A hatóságok katolikus weboldalakat blokkoltak, ezen felül azokat az oldalakat, amelyek a gyászjelentést, részvétnyilvánításokat vagy a püspök fotóját közzétették, bezárással fenyegették, amennyiben nem távolítják el ezeket a tartalmakat.

## Emlékezete
2021-ben Karácsony Gergely budapesti főpolgármester és Baranyi Krisztina IX. kerületi polgármester utcát nevezett el róla Budapesten, tiltakozásképpen az ellen, hogy a kormány közpénzből egy kínai intézmény, a Fudan Egyetem egy új campusának felépítését tervezi a IX. kerületben, a helyiek tiltakozása ellenére. A Hszie Si-kuang püspök út, valamint három másik, ugyanezzel a céllal elnevezett közterület – Dalai Láma út, Ujgur Mártírok útja és Szabad Hongkong út – közvetlenül az egyetemi campus tervezett helyének közelében található.